# Joachim von Schwarzkopf

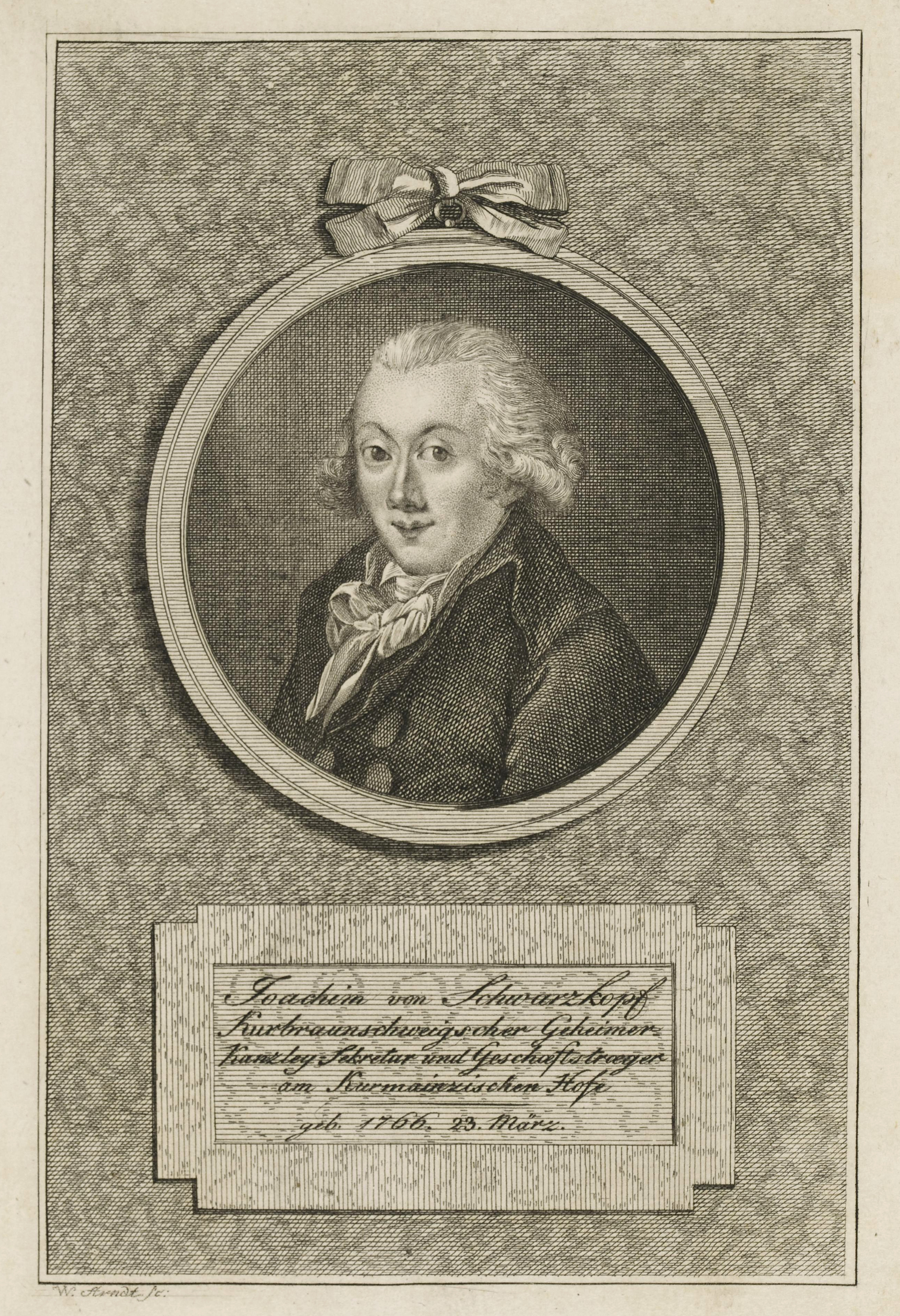
Joachim von Schwarzkopf

Joachim von Schwarzkopf (* 23. März 1766 in Steinhorst (Lauenburg); † 1. Juli 1806 in Paris) war ein deutscher Jurist, Historiker und Diplomat im Dienste des Kurfürstentums Hannover.

## Leben
Joachim von Schwarzkopf war einer der Söhne des hannoverschen Amtsschreibers und späteren Amtmanns Georg Heinrich Schwarzkopf. Er studierte von 1783 bis 1786 Rechtswissenschaften an der Universität Göttingen. Nach der juristischen Ausbildung trat er in den diplomatischen Dienst Großbritanniens und des mit ihm verbundenen Kurfürstentums Hannover. Zuletzt vertrat er als Ministerresident die Interessen des Kurfürstentums Hannover beim Oberrheinischen Reichskreis in der freien Reichsstadt Frankfurt am Main. Bekannt wurde er als Publizist mit seinen Arbeiten als Historiker, besonders auf dem Gebiet der Zeitungs- und Pressegeschichte, zu denen ihn nicht zuletzt das Zeitungskollegium seines Göttinger Lehrers August Ludwig von Schlözer angeregt hatte. Er leitete mit seinen Veröffentlichungen eine neue Epoche in der Zeitungsforschung ein. Joachim von Schwarzkopf war seit 1792 korrespondierendes Mitglied der Göttinger Societät der Wissenschaften. Ebenfalls 1792 erfolgte seine Nobilitierung (Reichsadel).
Er heiratete 1796 Anna Sophie Elisabeth, geb. Bethmann-Metzler (1774–1806), die zuvor von König Friedrich Wilhelm II. von Preußen mehrere Jahre umworben wurde. Sie war die Cousine des Frankfurter Bankiers Simon Moritz von Bethmann und Enkelin von Johann Jakob Bethmann.

## Schriften
- Commentatio De Fvndamento Svccessionis Ab Intestato Ex Ivre Romano Antiqvo Et Novo: Qvae In Concertatione Civivm Academiae Georgiae Avgvstae IV Ivnii MDCCLXXXV Ivdice Illvstri Ivreconsvltorvm Ordine Proxime Victrici Accessit. Schulz, 1785
- Ueber Staats- und Adress-Calender – ein Beytrag zur Staatenkunde, Rottmann, Berlin 1792
- Ueber Zeitungen: Ein Beytrag zur Staatswissenschaft, Varrentrapp und Wenner, Frankfurt am Main 1795
- Ueber das Herrenmeisterthum des St. Johanniterordens der Balley Brandenburg, insbesondere über die letzte Coadjutorwahl und Ritterschläge, 1795
- Recueil des principaux actes publics sur les relations politiques de la France avec les états d’Italie depuis l’année 1787 jusqu'au mois du mais, 1796
- Historischer Versuch über das neu-errichtete National-Institut der Künste und Wissenschaften zu Paris, Dieterich, 1797
- Handbuch des Congresses zu Rastadt – mit einem Anhange über die Negociation in Seltz, Jacob Decker, 1798
- Politische Zeitungen und Intelligenzblätter in Frankfurt, Main, Sachsen, Thüringen und Hessen, 1802 (Zentralantiquariat der Deutschen Demokratischen Republik, Leipzig 1976, Nachdruck der Originalausgabe von 1802)
- Ueber politische und gelehrte Zeitungen, Messrelationen, Intelligenzblätter und über Flugschriften zu Frankfurt am Mayn – Ein Beytrag zu der Geschichte dieser Reichs-Stadt, Frankfurt am Main 1802